# Leucoptera karsholti
Leucoptera karsholti là một loài bướm đêm thuộc họ Lyonetiidae. Nó được tìm thấy ở Marokko.
Chúng có thể ăn lá nơi chúng làm tổ.